# 15120 Маріяфелікс
15120 Маріяфелікс (15120 Mariafélix) — астероїд головного поясу, відкритий 4 березня 2000 року.
Тіссеранів параметр щодо Юпітера — 3,595.